# Ichneumon nebulosus
Ichneumon nebulosus là một loài tò vò trong họ Ichneumonidae.